# Михайловка (Благовещенский район, Амурская область)
В Амурской области также есть Михайловка в Архаринском, Михайловка в Мазановском и Михайловка в Михайловском районах
Миха́йловка — село в Благовещенском районе Амурской области России. Административный центр Михайловского сельсовета.

## География
Село Михайловка стоит вблизи левого берега реки Амур при впадении в него реки Грязнушка, примерно в 55 км выше областного центра города Благовещенск.
Дорога к селу Михайловка идёт на север от Благовещенска через пос. Плодопитомник, аэропорт города Благовещенск, сёла Игнатьево и Марково, расстояние до Благовещенска — около 35 км.
На восток от Михайловки идёт дорога к селу Грязнушка, выезд на трассу Благовещенск — Свободный.
На север от Михайловки (вверх по Амуру) идёт дорога к селу Сергеевка.

## История
История поселения начинается с основания в 1859 году станицы Екатерининской, названной по имени Екатерины Михайловны Буссе, супруги первого губернатора Амурской области Николая Васильевича Буссе
Ещё два селения на территории современного сельсовета появились на правом берегу реки Грязнушки в 1869 году — деревня Михайловка Амурско-Зейской волости, основанная переселенцами Воронежской губернии и деревня Грязнушка, основанная переселенцами из Енисейской губернии. 
В 1938 году был образован Михайловский сельсовет.

## Население
| 2002 | 2010 | 2012 | 2013 | 2014 | 2015 | 2016 |
| ---- | ---- | ---- | ---- | ---- | ---- | ---- |
| 651  | ↘582 | ↘577 | ↗580 | ↗590 | ↗604 | ↘594 |
| 2017 | 2018 |      |      |      |      |      |
| ↗605 | ↘587 |      |      |      |      |      |

## Известные уроженцы, жители
Борис Семёнович Сапунов, амурский археолог, педагог и историк.

## Инфраструктура
- Сельскохозяйственные предприятия Благовещенского района.
- Российско-китайская граница.